# Lej krasowy

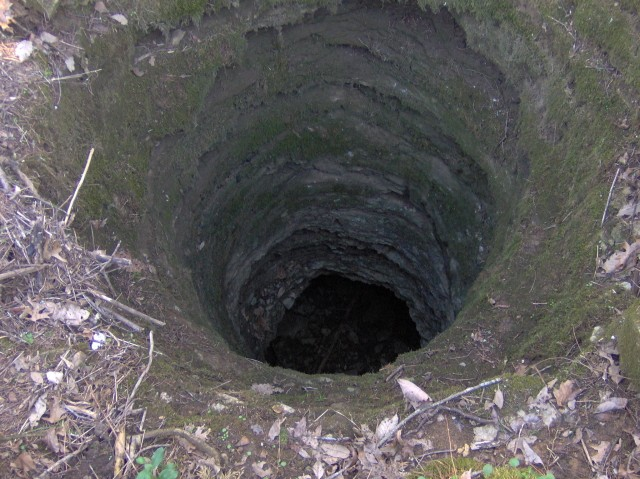
Lej krasowy

Lej krasowy, lejek krasowy, werteb krasowy – naturalna forma ukształtowania powierzchni ziemi na obszarach krasowych: okrągłe lub eliptyczne zagłębienie terenu, o głębokości zazwyczaj mniejszej niż średnica, często z podziemnym odwodnieniem. Jego średnica może się wahać od kilkudziesięciu centymetrów do kilkuset metrów. Leje krasowe mogą się formować stopniowo bądź pojawiać się nagle; występują na całym świecie.

## Powstawanie
Leje krasowe powstają na skutek stopniowego usuwania słabo związanego podłoża skalnego (takiego jak wapień) przez płynącą wodę, zapadnięcie się stropu jaskiń czy też obniżenie się lustra wody. Czasem lejem krasowym może być także wejście do położonej głębiej jaskini. Są one powszechne wszędzie tam, gdzie dominującymi skałami są wapień, halit albo inne skały, które stosunkowo łatwo ulegają rozpuszczeniu przez wodę. 
Kiedy skały zostają rozpuszczone, w ich miejscu powstają puste przestrzenie oraz groty. Zwykle lejki powstają tak wolno, że zauważalna jest niewielka zmiana, ale mogą powstać nagle, gdy nastąpi zawalenie. Takie załamanie może mieć dramatyczne skutki, jeśli nastąpi w środowisku miejskim.
W Polsce leje kresowe można zobaczyć w Geoparku Krajowym Góra Świętej Anny w Parku Krajobrazowym Góra Świętej Anny.

## Ciekawe przykłady
- Bimmah Sinkhole – owalny lej ma wymiary około 50 na 70 metrów i głębokość od 20 do 30 m w Omanie[14].

- Blue Hole – rozpadlina rafy koralowej w Morzu Czerwonym na wodach terytorialnych Egiptu ma postać studni o głębokości 102 metrów i średnicy 60 metrów[15][16].

- Crveno Jezero – największy lej krasowy w Europie znajduje się w Chorwacji. Średnica leja wynosi od 450 do 500 metrów, głębokość leja 530 metrów, a głębokość Crveno Jezero wynosi ok. 245 metrów[17][18][19].

- Dean's Blue Hole – najgłębszy lej krasowy wypełniony wodą morską ma wymiary około 25 na 35 metrów i głębokość 202 na terenie Bahamów[20].

- Great Blue Hole – rozpadlina rafy koralowej w Morzu Karaibskim na terytorium Belize ma postać studni o głębokości ponad 122 metrów i średnicy 300 metrów[21].

- Xiaozhai Tiankeng(inne języki) (chiń. upr. 小寨天坑, ang. Heavenly Pit) – największy na świecie lej krasowy, o głębokości 320 m, znajduje się w chińskich górach Qiyao w okolicach miasta Chongqing). Lej ten w 2001 wpisany został na listę światowego dziedzictwa UNESCO[22][20].

## Galeria

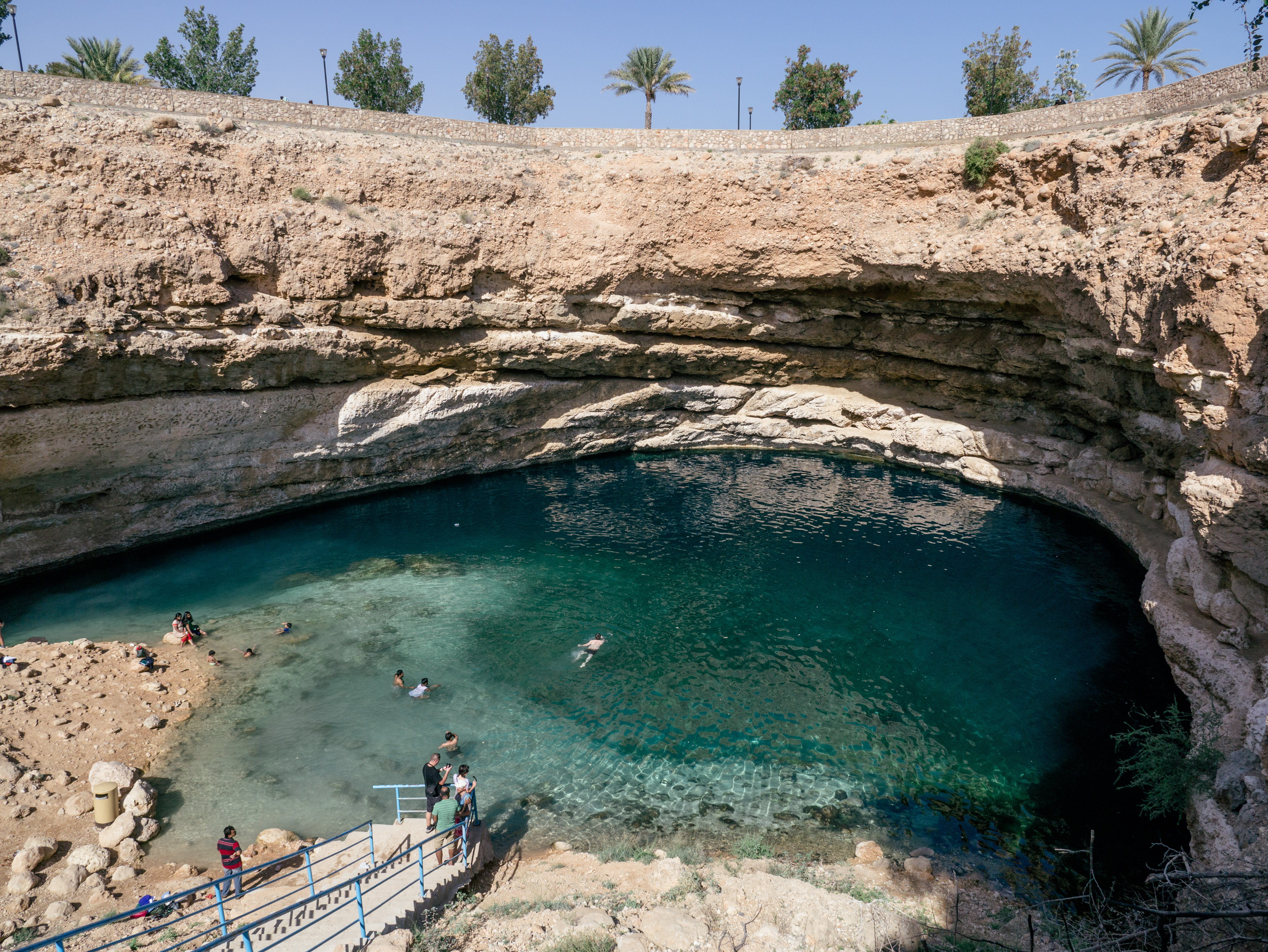
Bimmah Sinkhole – Oman
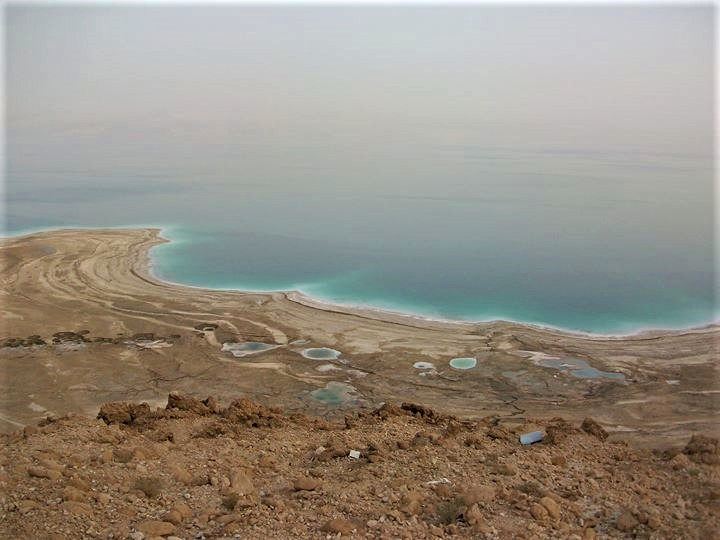
Leje krasowe w pobliżu Morza Martwego, powstałe na skutek rozpuszczenia podziemnej soli.
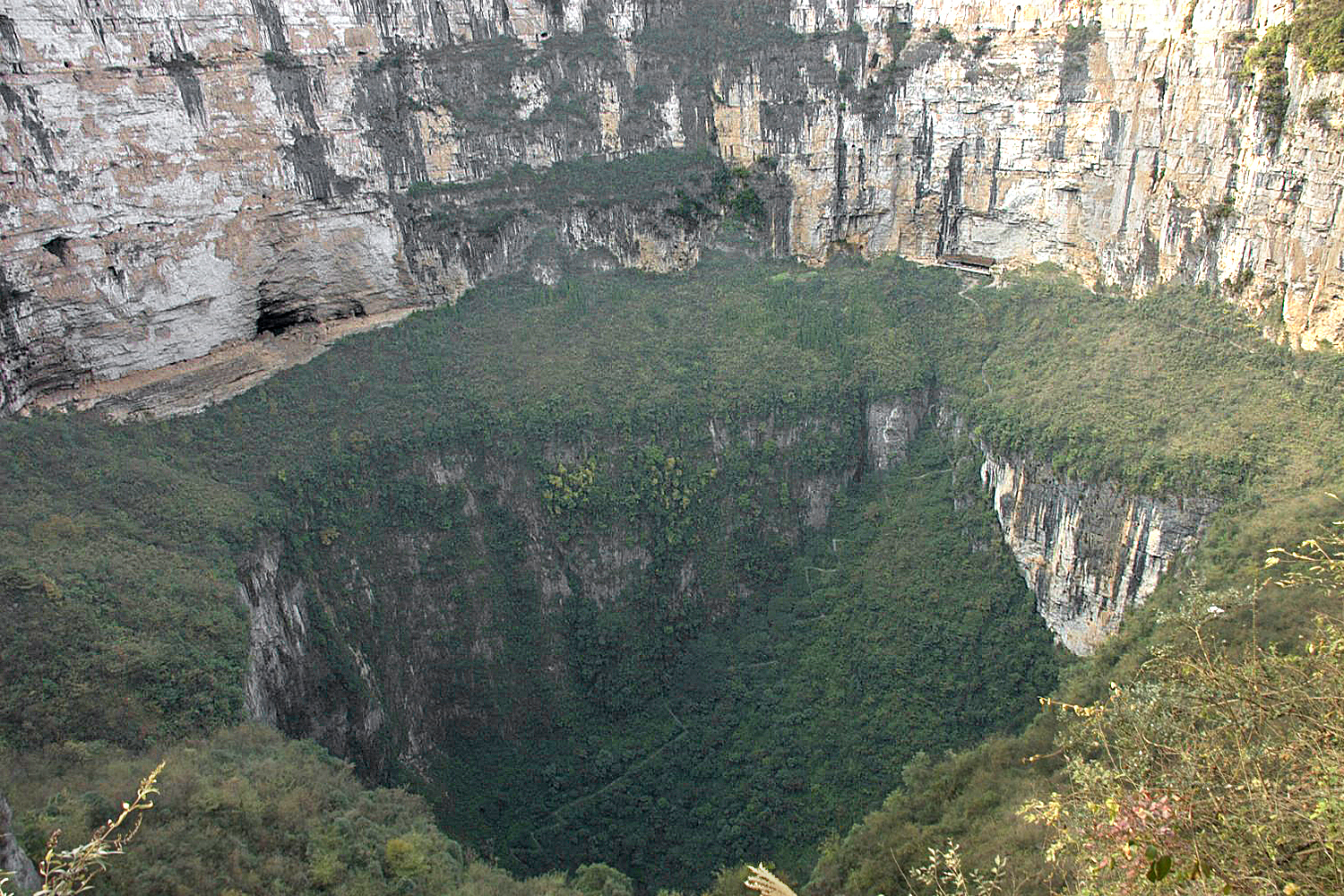
Heavenly Pit – Chiny
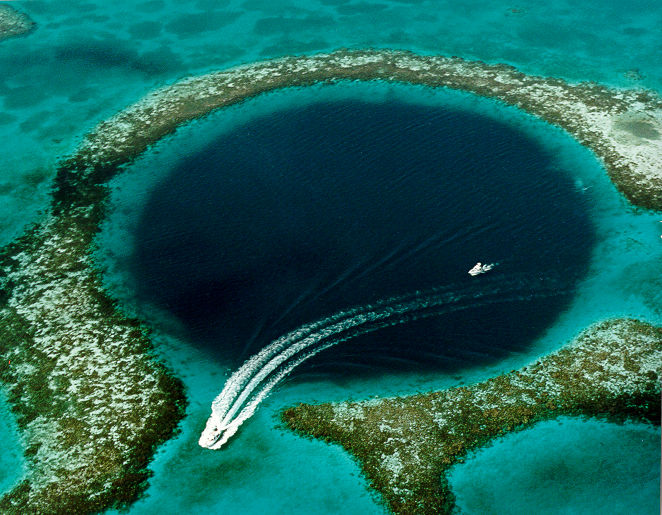
Great Blue Hole – Belize
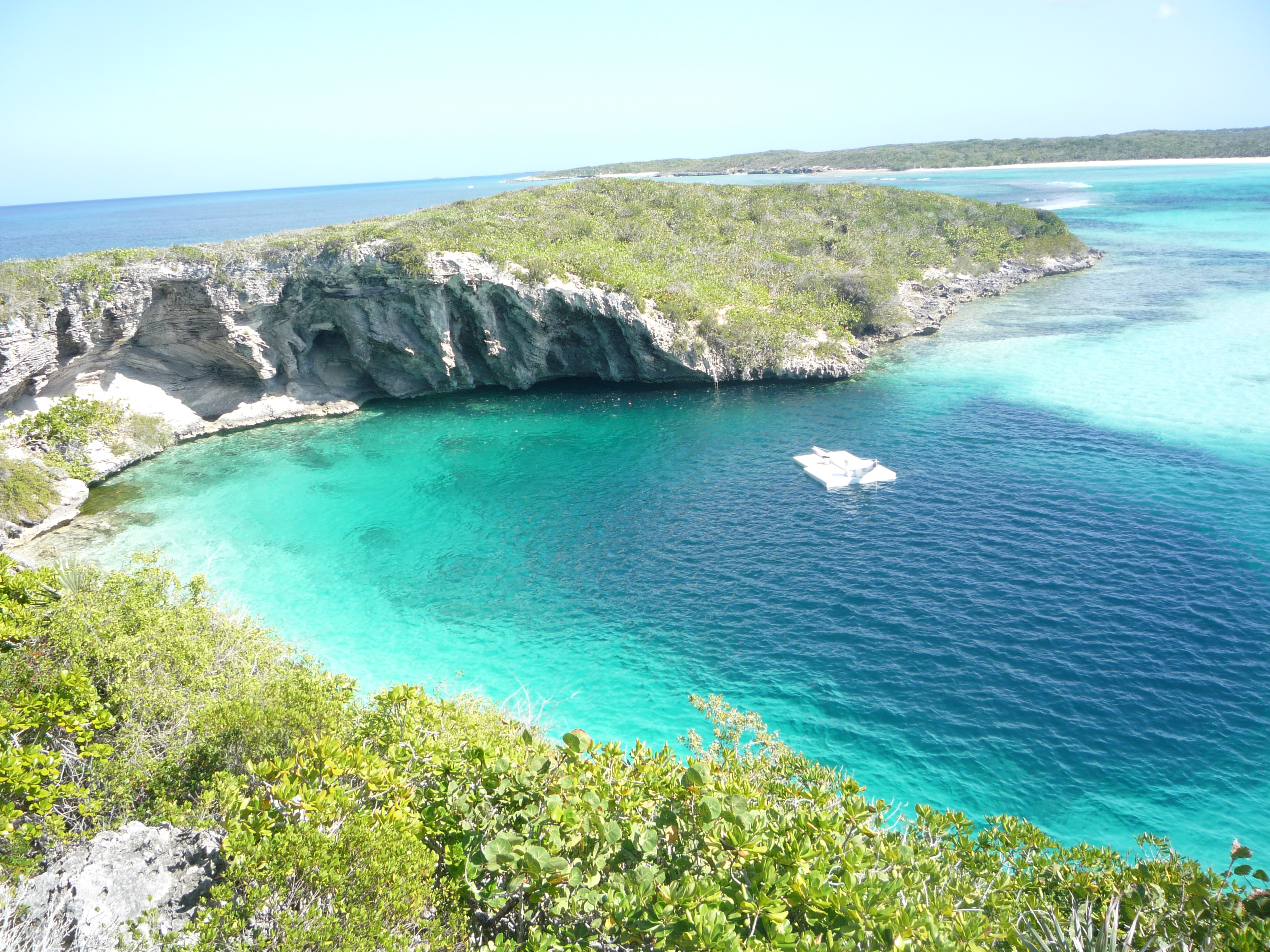
Dean's Blue Hole – Bahamy
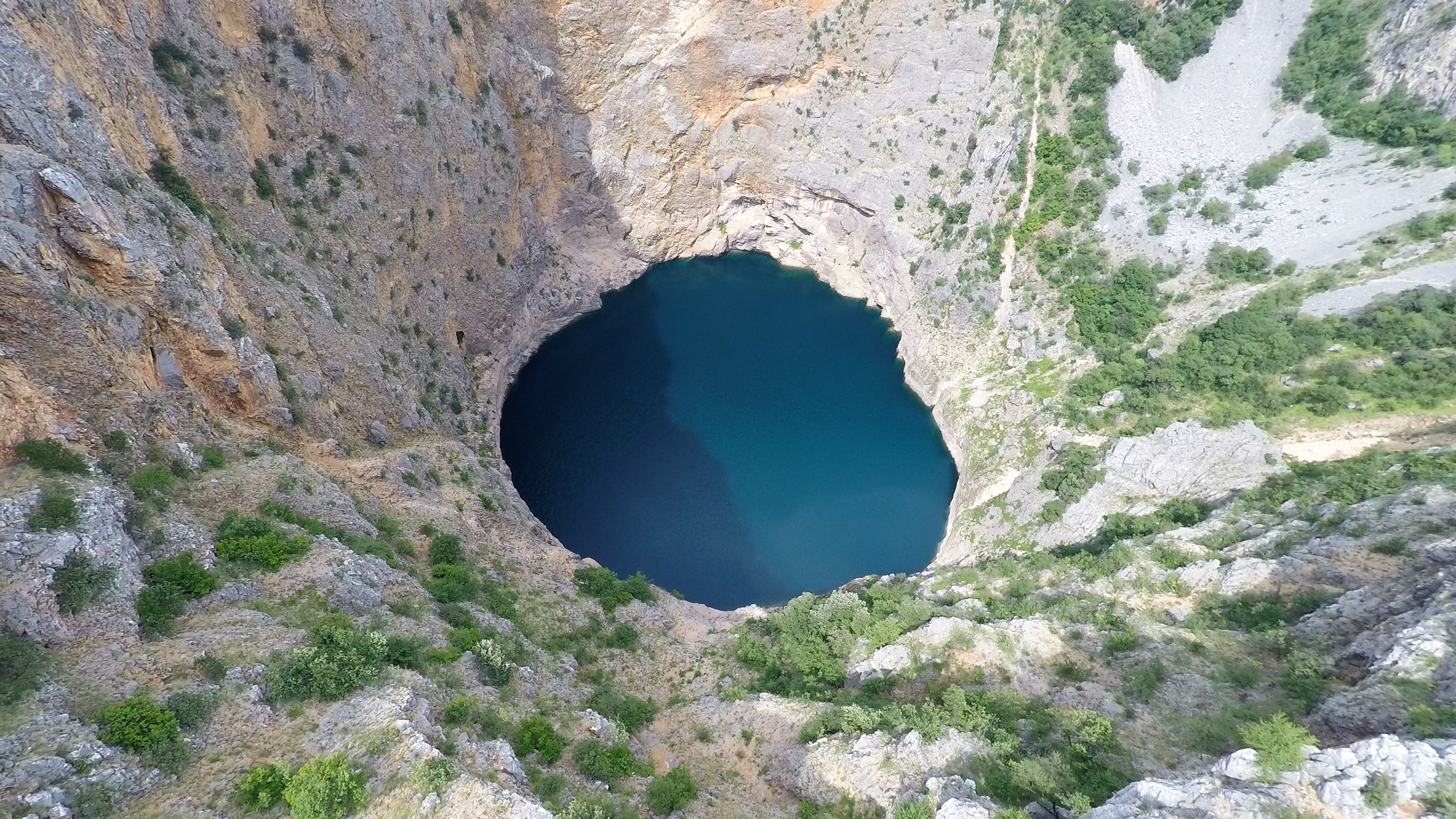
Crveno jezero – Chorwacja